# O Lavadouro
A pintura histórica O Lavadouro, também chamada de A Lavagem do Café, é uma pintura de Antonio Ferrigno, um dos que melhor retrataram a cultura e as atividades relacionadas a produção de café.
A data de criação é 1903. A obra é do gênero pintura histórica. Está localizada em Museu Paulista. Retrata a Fazenda Santa Gertrudes, onde foi pintada, e a produção de café no Brasil.
O lavadouro, representado na imagem, é onde os trabalhadores da fazenda separavam os grãos de impurezas, ou seja, pedras, gravetos, e torrões de terra e separação inicial dos grãos secos, verdes (boais) e maduros (cerejas). Esse local faz parte do roteiro pedagógico de visitação da fazenda retratada na pintura.
Essa pintura integra uma série de realizada por Ferrigno a partir de uma encomenda do proprietário da Fazenda Santa Gertrudes, Eduardo da Silva Prates, o Conde de Prates. A tela, junto com outras cinco pinturas de Ferrigno, intituladas de As seis grandes telas - A Florada, A Colheita, O Lavadouro, O Terreiro, Ensacamento do Café e Café para a Estação, sobre a mesma fazenda, participou com o aval do governo brasileiro da Exposição Universal de Saint Louis, no mesmo ano da criação das pinturas, em que obteve sucesso no objetivo de representar a vida no Brasil e retomaram para exposição em São Paulo, alcançando significativo sucesso de crítica e público. O sucesso da série sobre a fazenda contribuiu para que Ferrigno ficasse conhecido como o "pintor do café".
Esta obra, que faz parte da série de pinturas de Ferrigno sobre as várias etapas do café, foi definida como uma "verdadeira joia", que documenta um período da história brasileira. A obra é considerada um registro da economia cafeeira paulistana, destacando a mão de obra assalariada. Também foi destacado o didatismo da série de Ferrigno.